# Aeroportul Internațional Mactan–Cebu
Aeroportul Internațional Mactan–Cebu (IATA: CEB, ICAO: RPVM) este un aeroport din Lapu-Lapu⁠(d), Central Visayas⁠(d), Filipine ce deservește zona Metro Cebu⁠(d). Aeroportul a fost tranzitat în 2022 de 5.560.258 de pasageri.
Situat la o altitudine de 23 m, aeroportul dispune de 2 piste.

## Infrastructură

### Piste
Aeroportul dispune de 2 piste. Pista are orientarea 04R/22L.Pista are orientarea 04L/22R.